# Xie Bingying
 (juillet 2024).
 (juillet 2024).
Xie Bingying (chinois simplifié : 谢冰莹 ; chinois traditionnel : 謝冰瑩 ; pinyin : Xiè Bīngyíng ; Wade : Hsieh Ping-ying), née Xie Minggang (chinois simplifié : 谢鸣岗 ; chinois traditionnel : 謝鳴崗 ; pinyin : Xie Minggang) le 5 septembre 1906 dans le Xian de Xinhua et morte le  5 janvier 2000 à San Francisco, et utilisant le prénom social Fengbao (chinois simplifié : 风宝 ; chinois traditionnel : 風寶 ; pinyin : Fengbao) est une militaire et écrivaine chinoise, surtout connue pour ses autobiographies sur sa vie de soldat dans l'Armée nationale révolutionnaire.